# Mychajlo Krawtschuk

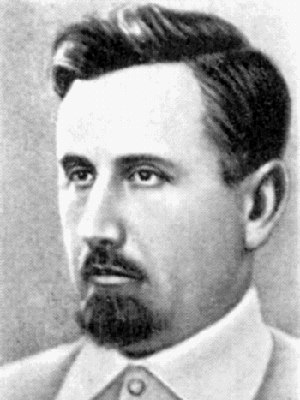
Mychajlo Pylypowytsch Krawtschuk (Aufnahme erfolgte in den 1930er)

Mychajlo Pylypowytsch Krawtschuk, (auch französisch Krawtchouk; ukrainisch Михайло Пилипович Кравчук; * 21. November 1892 in Tschowizna in Wolhynien in der West-Ukraine; † 9. März 1942 in Kolyma in Sibirien) war ein ukrainischer Mathematiker, der sich vor allem mit Analysis und Statistik beschäftigte.

## Leben
Krawtschuk studierte an der Universität Kiew, wo er 1914 seinen Abschluss machte und, nachdem er die Zeit des Ersten Weltkriegs in Moskau verbringen musste, da die Universität evakuiert wurde, 1917 bei Dmitrij Grawe in Kiew promoviert wurde. Danach war er Dozent u. a. am Polytechnikum und Volkswirtschaftsinstitut in Kiew. In den Zeiten des Bürgerkriegs, in denen Kiew zeitweise von den Polen besetzt war, leitete er eine Schule auf dem Land bei Kiew. 1923 bis 1933 war er Leiter der Kommission für mathematische Statistik der Ukrainischen Akademie der Wissenschaften. 1924 habilitierte er sich bei Grawe mit einer Arbeit Über quadratische Formen und lineare Transformationen. 1924 war er auf dem Internationalen Mathematikerkongress in Toronto ebenso wie den in Bologna 1928, wobei er viele Kontakte bekam u. a. zu Jacques Hadamard, Richard Courant, David Hilbert und Francesco Tricomi. 1929 wurde er in die Ukrainische Akademie der Wissenschaften aufgenommen. Er war Professor am Polytechnikum in Kiew. 1934 bis 1938 war er am Mathematischen Institut der Ukrainischen Akademie der Wissenschaften.
Im Februar 1938 wurde er auf dem Höhepunkt der stalinistischen Säuberungswellen (denen damals Millionen Menschen zum Opfer fielen) verhaftet und als (ukrainischer) „bourgoiser Nationalist“ und polnischer Spion in einem halbstündigen Prozess (ohne Anwalt) zu zwanzig Jahren Zwangsarbeit in Sibirien verurteilt. Zum Verhängnis wurden ihm wahrscheinlich seine vielen ausländischen Kontakte, worunter auch die zu ukrainischen Kollegen im damaligen Polen zählten. Krawtschuk veröffentlichte u. a. in ukrainischer Sprache und hielt darin Vorlesungen, was damals auch mit Misstrauen verfolgt wurde. Anscheinend hatte Krawtschuk auch einen Brief an Stalin geschrieben, über dessen Inhalt nichts bekannt ist. Krawtschuk weigerte sich, gegen ukrainische Kollegen und Freunde auszusagen, aber auch acht führende sowjetische Mathematiker weigerten sich, gegen Krawtschuk auszusagen.
Vier Jahre später starb Krawtschuk, der Herzprobleme hatte, im Lager Kolyma, wo die Häftlinge unter arktischen Bedingungen Gold schürfen mussten. Sein Name wurde aus Veröffentlichungen und Büchern entfernt und seine Schriften waren nur eingeschränkt in den Bibliotheken zugänglich. In einem Brief an seine Frau aus dem Gulag schrieb Krawtschuk, er hätte ein Problem gelöst, an dem er zuvor 20 Jahre arbeitete. Die Arbeit ist verschollen.
1956 wurde er teilweise in der Sowjetunion rehabilitiert. 1992 wurde er wieder in die Ukrainische Akademie der Wissenschaften aufgenommen und eine erste internationale Konferenz in seinem Namen in der Ukraine abgehalten.
Einer seiner Studenten war Sergei Pawlowitsch Koroljow, der spätere wissenschaftliche Leiter des Raumfahrtprogramms der UdSSR.

## Werk

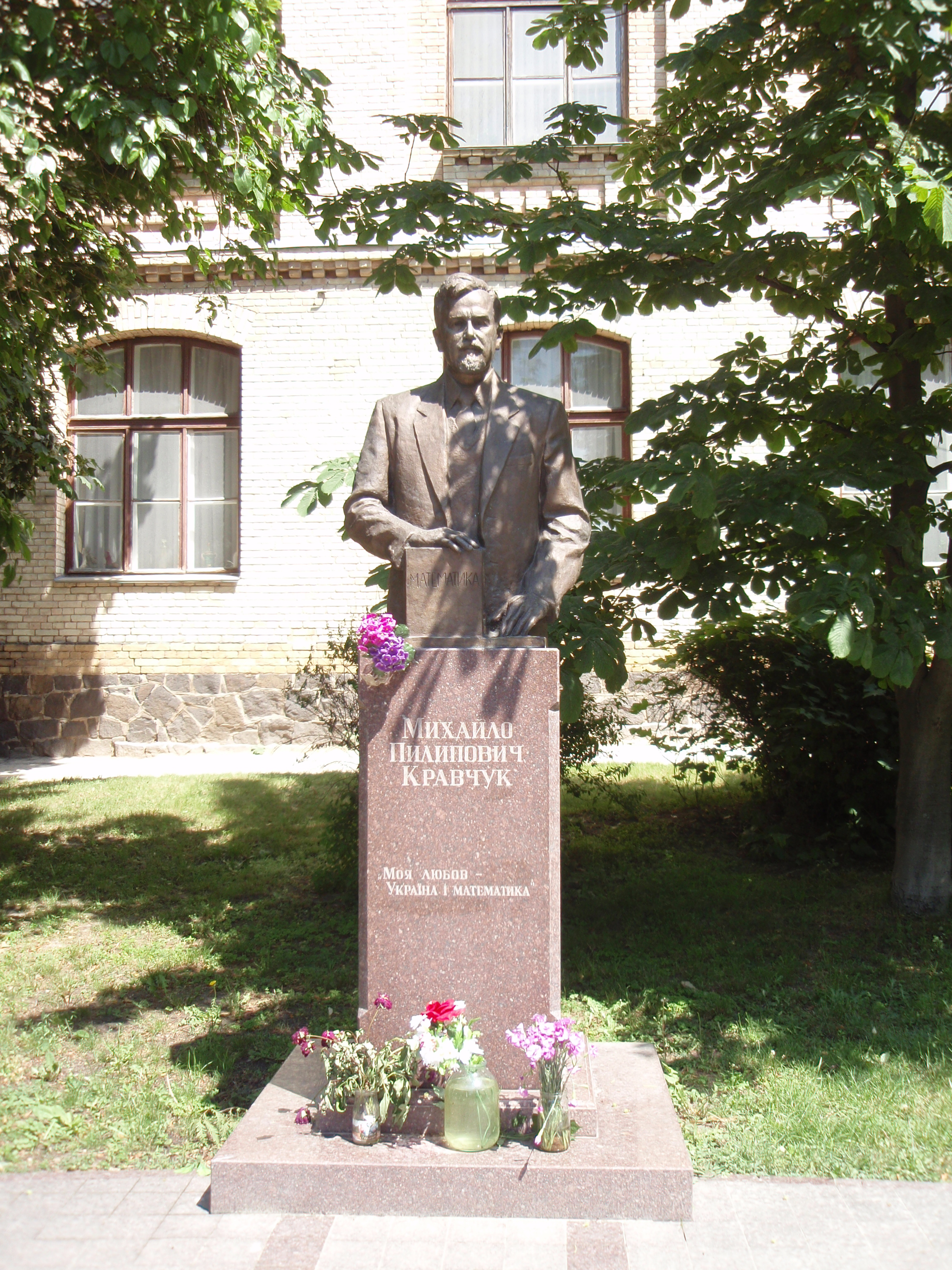
Denkmal in Kiew

Krawtschuk veröffentlichte rund 180 Arbeiten. Er beschäftigte sich vor allem mit Differentialgleichungen und Integralgleichungen einschließlich Näherungsmethoden für ihre Lösung, worüber er ein zweibändiges Lehrbuch verfasste, das von dem Computerpionier John Atanasoff Ende der 1930er Jahre ins Englische übersetzt wurde. Bekannt wurde er 1929 mit seiner Arbeit über verallgemeinerte hermiteschen Polynome (Krawtschuk-Polynome). Er befasste sich auch mit Permutationsmatrizen (nach ihm sind auch die Krawtschuk-Matrizen benannt) und Momentenmethoden in der Statistik. Er schrieb auch ein mathematisches Wörterbuch in der ukrainischen Sprache.

## Schriften
- Sur une generalization des polynomes d'Hermite. Comptes Rendue Academie Science, Paris, Band 189, 1929, S. 20.